# ام‌تی یونیرا
ام‌تی یونیرا (به انگلیسی: MT Unirea) یک کشتی بود که طول آن ۲۹۹ متر (۹۸۱ فوت ۰ اینچ) بود. این کشتی در سال ۱۹۸۰ ساخته شد.